# FRG1
FRG1 (англ. FSHD region gene 1) – білок, який кодується однойменним геном, розташованим у людей на короткому плечі 4-ї хромосоми.  Довжина поліпептидного ланцюга білка становить 258 амінокислот, а молекулярна маса — 29 172.
| 10         |  | 20         |  | 30         |  | 40         |  | 50         |
| ---------- |  | ---------- |  | ---------- |  | ---------- |  | ---------- |
| MAEYSYVKST |  | KLVLKGTKTK |  | SKKKKSKDKK |  | RKREEDEETQ |  | LDIVGIWWTV |
| TNFGEISGTI |  | AIEMDKGTYI |  | HALDNGLFTL |  | GAPHKEVDEG |  | PSPPEQFTAV |
| KLSDSRIALK |  | SGYGKYLGIN |  | SDGLVVGRSD |  | AIGPREQWEP |  | VFQNGKMALL |
| ASNSCFIRCN |  | EAGDIEAKSK |  | TAGEEEMIKI |  | RSCAERETKK |  | KDDIPEEDKG |
| NVKQCEINYV |  | KKFQSFQDHK |  | LKISKEDSKI |  | LKKARKDGFL |  | HETLLDRRAK |
| LKADRYCK   |  |            |  |            |  |            |  |            |

A: Аланін

C: Цистеїн

D: Аспарагінова кислота

E: Глутамінова кислота

F: Фенілаланін

G: Гліцин

H: Гістидин

I: Ізолейцин

K: Лізин

L: Лейцин

M: Метіонін

N: Аспарагін

P: Пролін

Q: Глутамін

R: Аргінін

S: Серин

T: Треонін

V: Валін

W: Триптофан

Задіяний у таких біологічних процесах як процесінг мРНК, сплайсінг мРНК, процесинг рРНК, біогенез рибосом, міогенез, поліморфізм. 
Білок має сайт для зв'язування з молекулою актину, РНК. 
Локалізований у цитоплазмі, ядрі.